# Wilhelm Nebelung (Bergmann)
Wilhelm Nebelung (* 27. Januar 1889 in Dortmund; † 3. April 1964) war ein deutscher Bergbauingenieur und Manager.

## Werdegang
Nebelung studierte die naturwissenschaftlichen Grundlagen des Bergbaus an der Eberhard-Karls-Universität. Mit Georg von Falkenhayn und Erich Bauer wurde er 1909 im Corps Rhenania Tübingen aktiv. Am 5. November 1909 recipiert, bewährte er sich als Consenior. Als Inaktiver wechselte er an die TH Charlottenburg. Er nahm am Ersten Weltkrieg teil und war zuletzt Leutnant und Adjutant. Er bestand 1920 die Prüfung als Bergassessor und wurde Bergwerksdirektor der Gutehoffnungshütte in Oberhausen. Ab 1932 leitete er den gesamten Steinkohlebergbau der Gesellschaft. Am 1. Juli 1935 wurde er stellvertretendes, am 1. April 1940 ordentliches Vorstandsmitglied und Leiter des gesamten Bergbaus der Gesellschaft. Am 28. Mai 1952 wurde er Vorsitzender der Bergbau AG Neue Hoffnung, die 1945 auf Verfügung der britischen Militärregierung aus der GHH ausgegliedert worden war. Er saß in mehreren  Aufsichtsräten.
Verheiratet war er seit 1920 mit Luise Janssen aus Dortmund. Der Ehe entstammen drei Töchter.

## Ehrungen
- Großes Bundesverdienstkreuz  (27. Januar 1954)[2]
- Ehrenritter des Johanniterordens[2]